# Mesosa anancyloides
Mesosa anancyloides es una especie de escarabajo longicornio del género Mesosa, categorizada en la tribu Mesosini, de la subfamilia Lamiinae. Fue descrita por Breuning & Chûjô en 1962.

## Descripción
Mide 8 mm de longitud.

## Distribución
Se distribuye por Tailandia.